# Хвойні ліси південного сходу США
Хвойні ліси південного сходу США або Хвойні савани південного сходу США (ідентифікатор WWF: NA0529) — неарктичний екорегіон хвойних лісів помірної зони, розташований на південному сході США.

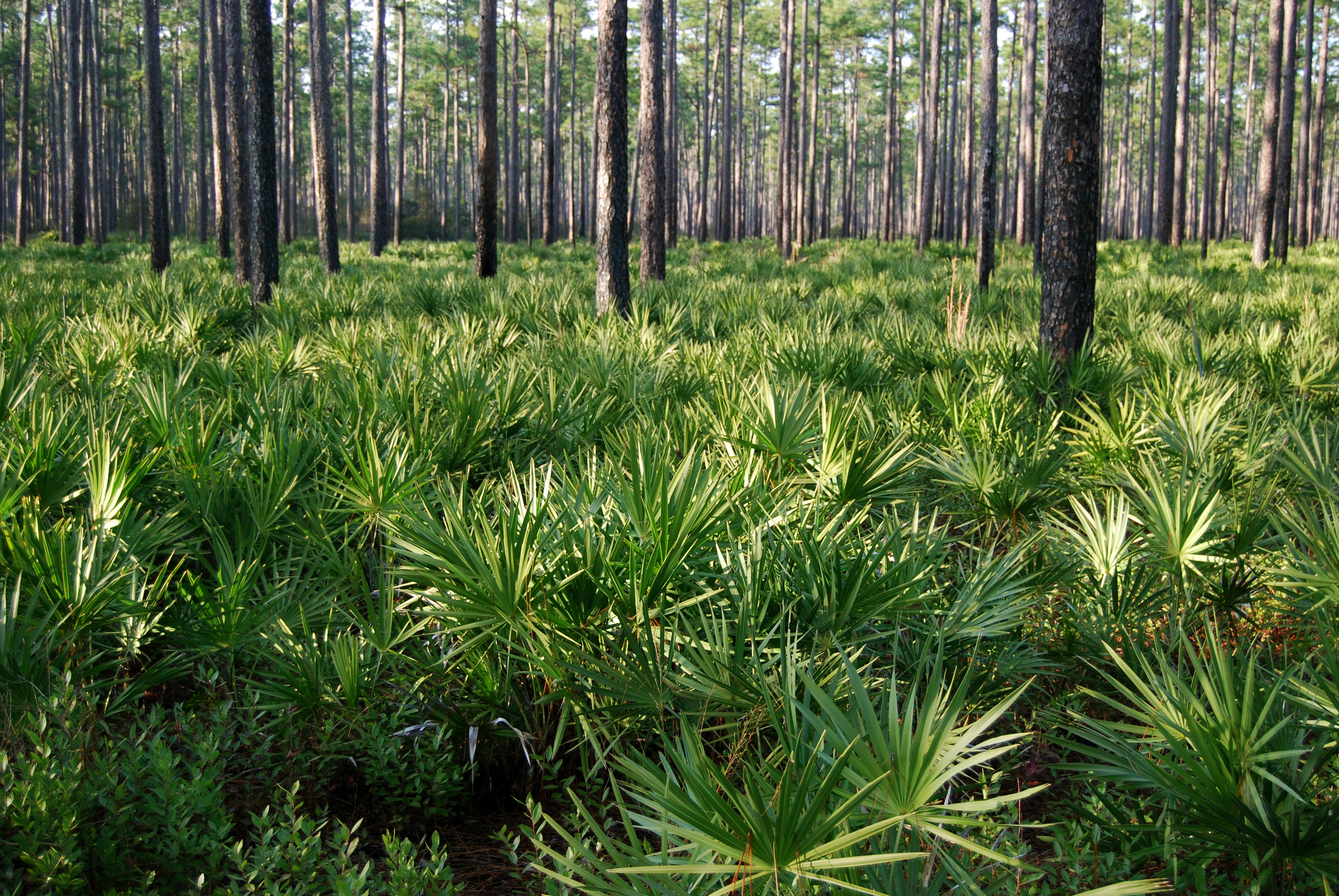
Сереноа в підліску соснового лісу

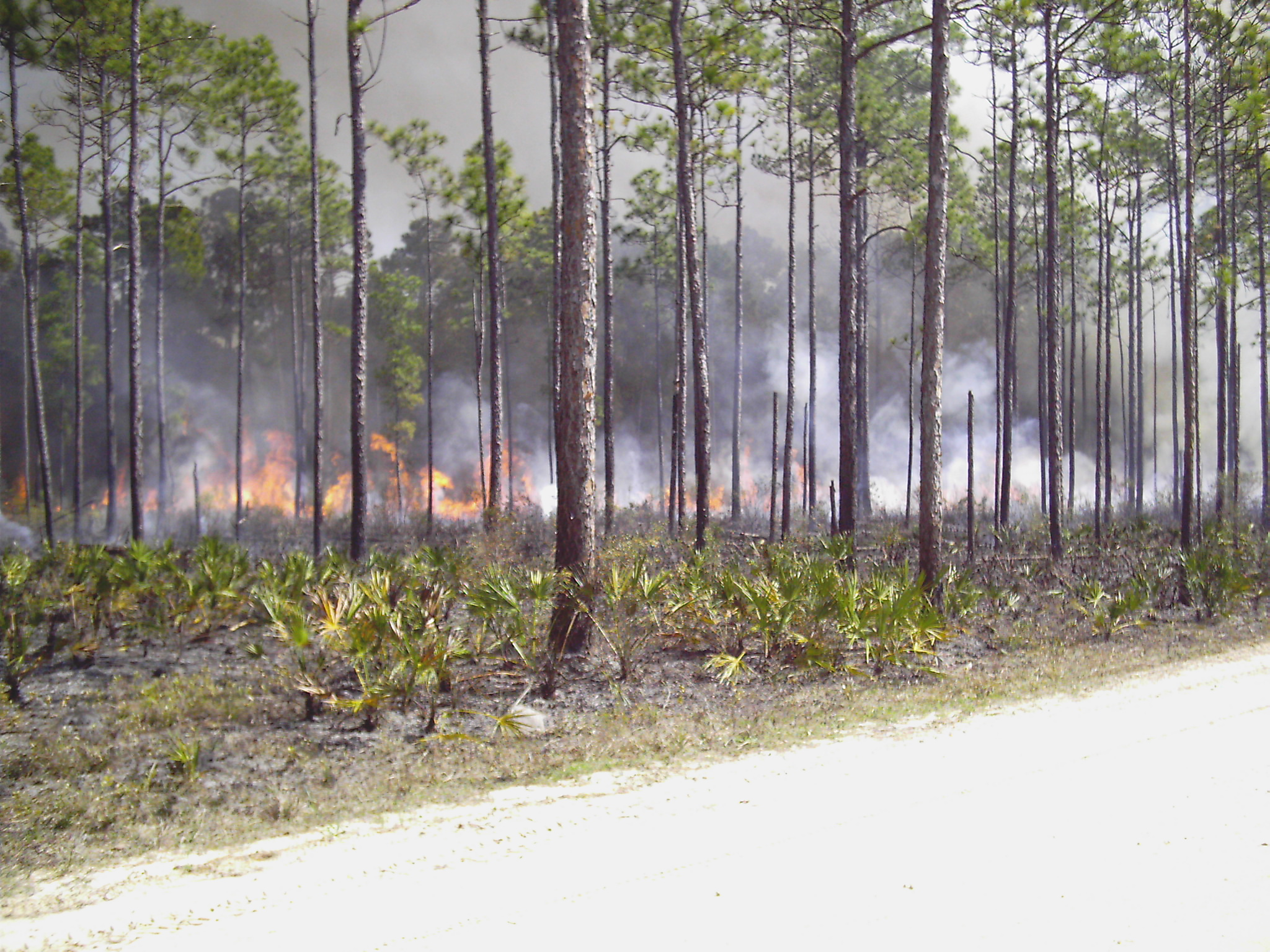
Лісова пожежа в сосновому лісі

## Географія
Екорегіон хвойних лісів південного сходу США простягається від північно-східної Луїзіани через південь Міссісіпі та Алабами до центральної і південної Джорджії та до центральної Флориди. Він переважно охоплює території сходу Примексиканської низовини, що простягається вздовж узбережжя Мексиканської затоки, а також більшу частину півострова Флорида. З геологічної точки зору їх основу складають крейдові та кайнозойські осадові породи. Рельєф прибережних частин екорегіону представлений майже пласкими низовинами, тоді як у внутрішніх районах Флориди та на півночі регіону рельєф є більш горбистим. На півночі рівнини регіону переходять у різкий уступ, за яким лежать плато Підмонту — східних та південних передгір'їв Аппалачів.
На півночі екорегіон переходить у мішані ліси південного сходу США, на заході — у ліси Міссісіпської низовини, на північному сході — у прибережні ліси Середньоатлантичних Штатів, а на півдні Флориди — у затоплювані луки Еверглейдсу.

## Клімат
В межах екорегіону домінує вологий субтропічний клімат (Cfa за класифікацією кліматів Кеппена), який характеризується спекотним, дощовим літом та м'якою зимою. Середня температура в регіоні становить 20-22 °C, середня літня температура перевищує 30 °C, а середня зимова температура коливається від 10 °C на півночі регіону до 21 °C у Флориді. Середньорічна кількість опадів коливається від 1300 до 1700 мм. Більшість опадів випадає влітку у вигляді сильних гроз. Час від часу в регіоні трапляються тропічні циклони.

## Флора
Рослинний покрив екорегіону до прибуття європейських колоністів був представлений мозаїкою соснових рідколісь, у яких домінували довгохвойні сосни (Pinus palustris), соснових саван та склерофільних широколистяних лісів. Важливим фактором, який впливав на розподіл цих угруповань, були часті пожежі, спричинені ударами блискавки, внаслідок яких ліси регіону мали відкритий, саваноподібний вигляд. Відкритий характер зрілих соснових насаджень та часті пожежі, які часто спалахували в їх підліску, призвели до формування надзвичайно багатої трав'янистої флори. На жаль, практично всі зрілі соснові ліси були знищені, а їх фрагментовані залишки обмежені кількома ізольованими ділянками.
Основними рослинними угрупованнями екорегіону є соснові рідколісся та савани, у яких домінуть довгохвойні сосни (Pinus palustris), та в яких часто спалахують пожежі. Ці ліси поширені на горбистих розчленованих рівнинах у внутрішніх районах Примексиканської низовини та на піщаних пагорбах Флориди, на добре або надмірно дренованих ґрунтах. В підліску цих рідколісь зустрічаються індичкові дуби (Quercus laevis) та сиві дуби (Quercus incana), а в трав'яному ярусі домінує пряма арістіда (Aristida stricta) на півночі та арістіда Бейріха (Aristida beyrichiana) на півдні.
На широких піщаних рівнинах, поширених уздовж північного узбережжя Мексиканської затоки, ростуть прибережні соснові рідколісся або савани, основу яких складають довгохвойні сосни (Pinus palustris) та сосни Елліотта (Pinus elliottii). Природні пожежі в цих лісах відбуваються регулярно кожні 1-4 роки. Підлісок у хвойних рідколіссях може бути відкритим, трав'яним або густим, чагарниковим, залежно від історії пожеж. Серед чагарників, поширених у підліску прибережних соснових саван, слід відзначити болотяну циріллу (Cyrilla racemiflora), шкірястий падуб (Ilex coriacea), чорнильний падуб (Ilex glabra), блискучу ліонію (Lyonia lucida) та сереноа (Serenoa repens).
У погано дренованих западинах, оточених сосновими саванами, зустрічаються невеликі водно-болотні угіддя, в центрі яких ростуть високі дерева, а по периметру — більш низькі. Стояча вода в цих болотах є дуже кислою, а їх глибина є невеликою — 30-120 см в центрі. У лісах, що ростуть на цих болотах, домінують ставкові кипариси (Taxodium ascendens), а також болотяні тупело (Nyssa biflora) та американські амброві дерева (Liquidambar styraciflua).
У неглибоких западинах або на невисоких пагорбах, розкиданих по прибережних рівнинах екорегіону, зустрічаються густі насадження вічнозелених дубів, також відомі як гаммоки, які помітно відрізняються від навколишніх соснових саван. У мезофільних гаммоках переважають віргінські дуби (Quercus virginiana), піщані лавролисті дуби (Quercus hemisphaerica) та віргінська хурма (Diospyros virginiana). В їх розрідженому підліску зустрічаються ліани, зокрема укорінлива текома (Campsis radicans) та різні види сарсапарелі (Smilax spp.). На сухих ділянках ростуть склерофільні гаммоки, у яких переважають піщані дуби (Quercus geminata), довгохвойні сосни (Pinus palustris) та віргінські дуби (Quercus virginiana). В їх трав'яному підліску росте пряма арістіда (Aristida stricta) та південний світанкоцвіт (Stylisma humistrata).
На пласких прибережних низовинах, поблизу заплав річок з відносно постійною течією, що живляться джерельною водою, на вапнякових субтратах зустрічаються широкі, неглибокі ділянки заболочених угідь. У прибережних гаммоках, що ростуть на цих заболочених ділянках, переважають атлантичні кипарисики (Chamaecyparis thyoides), американські в'язи (Ulmus americana), червоні клени (Acer rubrum), лавролисті дуби (Quercus laurifolia), віргінські дуби (Quercus virginiana), американські амброві дерева (Liquidambar styraciflua), цукрові каркаси (Celtis laevigata) та капустяні пальми (Sabal palmetto). В їх підліску поширені падуби-дахун (Ilex cassine).
На узбережжі Мексиканської затоки та на бар'єрних островах, у захищених місцевостях за прибережними дюнами, зустрічається мозаїка лісів та чагарників, оточених луками. У прибережних лісах ростуть хвойні та широколистяні вічнозелені дерева, зокрема піщані сосни (Pinus clausa), сосни Елліотта (Pinus elliottii), довгохвойні сосни (Pinus palustris), віргінські дуби (Quercus virginiana), капустяні пальми (Sabal palmetto), голі гікорі (Carya glabra) та піщані гікорі (Carya pallida). На прибережних водно-болотних угіддях домінують ставкові кипариси (Taxodium ascendens) та віргінські магнолії (Magnolia virginiana). Внаслідок морських вітрів та солоних бризок дерева в прибережних лісах досягають невеликої висоти і часто мають викривлену форму.
В лісах, що ростуть на атлантичному узбережжі екорегіону, домінують різні види дубів, передусім віргінські дуби (Quercus virginiana) та піщані дуби (Quercus geminata), або сосен, зокрема довгохвойні сосни (Pinus palustris), ставкові сосни (Pinus serotina) та сосни Елліотта (Pinus elliottii). В густому підліску ростуть віргінські дуби (Quercus virginiana), піщані дуби (Quercus geminata), піщані лавролисті дуби (Quercus hemisphaerica), дуби Чепмена (Quercus chapmanii), миртолисті дуби (Quercus myrtifolia) та великоцвіті магнолії (Magnolia grandiflora).
У захищених від пожеж районах, зокрема на річкових схилах та у карстових воронках, зустрічаються листяні дубові ліси та мішані вічнозелені дубові ліси. Основу цих лісів складають піщані лавролисті дуби (Quercus hemisphaerica), а також зірчасті дуби (Quercus stellata), південні червоні дуби (Quercus falcata) та білі дуби (Quercus alba). Також в цих лісах ростуть ладанні сосни (Pinus taeda), ялинові сосни (Pinus glabra), короткохвойні сосни (Pinus echinata), різні види гікорі (Carya spp.) та інших широколистяних дерев.
На стрімких схилах та у захищених від пожеж ущелинах, в місцевостях, більш вологих, ніж навколишні пагорби, однак сухіших, ніж береги водних потоків, зустрічаються мезофільні схилові ліси. Тут ростуть види, відсутні в інших лісах екорегіону, зокрема великолисті буки (Fagus grandifolia), великоцвіті магнолії (Magnolia grandiflora), флоридські бадьяни (Illicium floridanum), білі дуби (Quercus alba), черешневі дуби (Quercus pagoda) та ладанні сосни (Pinus taeda).
На сухих ділянках, захищених від пожеж стрімким рельєфом або ізоляцією, зустрічаються сухі дубові та дубово-гікорієві ліси. Основу цих лісів складають білі дуби (Quercus alba), піщані лавролисті дуби (Quercus hemisphaerica), пухнасті гікорі (Carya tomentosa) та голі гікорі (Carya glabra).
У внутрішніх районах Флориди, у неглибоких торф'яниках, западинах, що залишились на місці висохлих озер та на окраїнах існуючих озер, зустрічаються прісноводні болота. Рослинність на них представлена мозаїкою трав'янистих угруповань — луків або прерій, розподіл яких залежить від глибини води. Ґрунти у болотах можуть були глинистими, суглинковими або піщаними, але вони, як правило, лежать над водноносним горизонтом, внаслідок чого стояча вода присутня більшу частину року. Внаслідок обвалів та зміни дренажу ці середовища з часом можуть змінюватися. 
У найглибших частинах боліт ростуть водні рослини, які можуть утворювати цілі плавучі острови. У тих частинах боліт, де глибина води становить близько метра, ростуть трав'янисті багаторічні рослини, такі як широколистий рогіз (Typha latifolia), серцелиста понтедерія (Pontederia cordata) та американський лотос (Nelumbo lutea), які можуть утворювати густі моновидові насадження. На мілководних ділянках, які затоплюються лише під час вологого сезону, ростуть злаки, зокрема південна леєрсія (Leersia hexandra) та різновид проса Panicum hemitomon. 
У великих, сезонно затоплюваних западинах подалі від річок, ростуть болотяні кипариси (Taxodium distichum) та болотяні тупело (Nyssa biflora), іноді також сосни Елліотта (Pinus elliottii). В підліску цих заболочених лісів ростуть вічнозелені чагарники та невисокі дерева, зокрема гречкові дерева (Cliftonia monophylla), болотяні цирілли (Cyrilla racemiflora), блискучі ліонії (Lyonia lucida) та лавролисті сарсапарелі (Smilax laurifolia). У заболочених лісах, що ростуть в заплавах чорноводних річок, переважають болотяні кипариси (Taxodium distichum), водяні тупело (Nyssa aquatica) та атлантичні кипарисики (Chamaecyparis thyoides).
Загалом флора і фауна екорегіону вирізняються одним з найвищих рівнів біорізноманіття у всій Північній Америці. Савани та ліси регіону були рефугіумом протягом плейстоцену та центром різноманіття для амфібій, плазунів і судинних рослин. Різноманіття дерев в регіоні є дуже високим: тут зустрічається 190 видів дерев, з яких 27 видів є ендеміками регіону. Тут також росте 3417 видів кущів та трав'янистих рослин, і їх різноманіття є одним з найвищих серед усіх регіонів Північної Америки.

## Фауна
В межах екорегіону зустрічається 54 види ссавців та близько 240 видів птахів. Серед поширених в регіоні ссавців слід відзначити білохвостого оленя (Odocoileus virginianus), флоридського барибала (Ursus americanus floridanus), сіру лисицю (Urocyon cinereoargenteus), руду рись (Lynx rufus), смугастого скунса (Mephitis mephitis), східного плямистого скунса (Spilogale putorius), флоридського кролика (Sylvilagus floridanus), болотяного кролика (Sylvilagus palustris), водяного кролика (Sylvilagus aquaticus), сіру вивірку (Sciurus carolinensis), лисячу вивірку (Sciurus niger), звичайного ракуна (Procyon lotor), південну літягу (Glaucomys volans), віргінського опосума (Didelphis virginiana), дев'ятипоясного броненосця (Dasypus novemcinctus) та золотистого хом'ячка (Ochrotomys nuttalli). На берегах річок та озер поширені канадські бобри (Castor canadensis), канадські видри (Lontra canadensis), річкові візони (Neogale vison) та болотяні ондатри (Ondatra zibethicus), а в гирла річок іноді запливають американські ламантини (Trichechus manatus). Майже ендемічними представниками регіону є круглохвості ондатри (Neofiber alleni), берегові хом'ячки (Peromyscus polionotus) та південно-східні гофери (Geomys pinetis).
Серед поширених в екорегіоні птахів слід відзначити віргінську перепелицю (Colinus virginianus), великого індика (Meleagris gallopavo), строкатоголового талпакоті (Columbina passerina), каролінку (Aix sponsa), міктерію (Mycteria americana), віргінського пугача (Bubo virginianus), неоарктичну сову (Strix varia), білоголового орлана (Haliaeetus leucocephalus), ластівкохвостого шуляка (Elanoides forficatus), трибарвну чепуру (Egretta tricolor), американську змієшийку (Anhinga anhinga), канадського журавля (Antigone canadensis), флоридського дятла (Leuconotopicus borealis), рубіновогорлого колібрі (Archilochus colubris), берегову ворону (Corvus ossifragus), болотяного овада (Cistothorus palustris), малого повзика (Sitta pusilla), каролінську гаїчку (Poecile carolinensis), гострочубу синицю (Baeolophus bicolor), соснового пісняра-лісовика (Setophaga pinus), чорнощокого пісняра-лісовика (Setophaga dominica), сірого тирана (Tyrannus dominicensis), соснового чінголо (Peucaea aestivalis), пломенисту пірангу (Piranga rubra) та червоного кардинала (Cardinalis cardinalis)
На узбережжі Мексиканської затоки і Флориди зустрічаються бурі пелікани (Pelecanus occidentalis), узбережні пастушки (Rallus crepitans), американські кулики-сороки (Haematopus palliatus), прибережні гракли (Quiscalus major) і приморські багновці (Ammospiza maritima) та зимують віргінські пастушки (Rallus limicola) і гострохвості багновці (Ammospiza caudacuta).
Герпетофауна екорегіону включає гофера-поліфема (Gopherus polyphemus), кайманову черепаху (Chelydra serpentina), східну індигову змію (Drymarchon couperi), найбільшу неотруйну змію Північної Америки, та діамантового гримучника (Crotalus adamanteus), найбільшу отруйну змію Північної Америки. На болотах регіону зустрічаються міссісіпські алігатори (Alligator mississippiensis).

## Збереження
Близько 86 % природного рослинного покриву екорегіону було знищено або значно деградовано, зокрема 73 % лісів та 96 % саван і рідколісь, а також 98 % луків та боліт. Багато місцевих видів, зокрема ендеміків, які більше ніде на світі зустрічаються, перебувають під загрозою зникнення. Основними загрозами для збереження природи екорегіону є розвиток сільського господарства, боротьба з пожежами та урбанізація, зокрема забудова прибережних районів. Темпи зростання населення в екорегіоні є одними з найвищих у світі.
Близько 5,2 % площі екорегіону є заповідними територіями. Природоохоронні території включають:
- Національний природний заповідник Бог-Чітто[en] в Луїзіані;

- Національний ліс Де-Сото[en] та Національний природний заповідник міссісіпських журавлів[en] в Міссісіпі

- Національний ліс Конеку[en] та Національний природний заповідник Гранд-Бей[en] в Алабамі;

- Національний природний заповідник Окефенокі[en] та Національне узбережжя острова Камберленд[en] в Джорджії;

- Національний ліс Апалачікола[en], Національний ліс імені Оцеоли[en], Національний ліс Окала[en], Національне узбережжя островів Затоки[en], Національний природний заповідник Сент-Вінсент[en], Національний природний заповідник озера Вудрафф[en], Державний ліс Тайгер-Бей[en], Національний природний заповідник Сент-Джонс[en], Національний природний заповідник Кедр-Кей[en], Національний природний заповідник Сент-Маркс[en], Національний природний заповідник Чассаховіцка[en], Державний парк затоки Ваккасасса[en], Державний парк Сан-Феласіо-Хаммок[en], Державний парк озера Талкін[en], Державний парк Трьох річок[en], Державний парк Голд-Хед-Бранч[en], Державний парк печер Флориди[en], Державний парк річки Маякка[en], Державний парк прерії Кіссімми[en], Державний парк Торрея[en], Державний парк Оленячого озера[en], Державний парк півострова Сент-Джозеф[en], Державний парк Болд-Пойнт[en], Державний парк річки Суванні[en], Державний парк острова Сент-Джордж[en], Державний парк Сент-Ендрюс[en], Державний парк Едвард Болл-Вакулла-Спрінгс[en], Державний ліс Вакулла[en], Державний ліс Дженнінс[en], Державний парк Пейнс-Прері[en], Державний ліс Тейт-Хелл[en], Державний ліс Чорноводної річки[en], Державний ліс Пойнт-Вашингтон[en], Державний ліс Гете[en] та Державний ліс Вітлакучі[en] у Флориді.